# Batchawana Bay
Batchawana Bay är en vik i Kanada.   Den ligger i provinsen Ontario, i den sydöstra delen av landet, 700 km väster om huvudstaden Ottawa.